# What's the Frequency, Kenneth?
"What's the Frequency, Kenneth?" é uma música da banda de rock alternativo estadunidense R.E.M. lançada para o nono álbum de estúdio da banda, Monster. É a primeira música do álbum. Ficou em 21º lugar no Top 100 dos Estados Unidos e ficou em nono lugar nas paradas do Reino Unido. A música fez sucesso e foi inserida nas compilações In Time: The Best of R.E.M. 1988-2003 e Part Lies, Part Heart, Part Truth, Part Garbage 1982–2011, a única música do álbum Monster a ser inserida em ambas.
A música também ficou em primeiro lugar no U.S. Billboard Modern Rock Tracks e em segundo lugar no U.S. Billboard Mainstream Rock Tracks.
A música foi tocada na turnê do último álbum de estúdio da banda, Accelerate. Foi a música de abertura do disco dois do primeiro álbum ao vivo da banda, R.E.M. Live.
Segundo a banda, as estratégias oblíquas de Brian Eno teriam sido usadas na elaboração da canção.

## Posição nas paradas musicais
| Parada (1994)                                  | Melhor posição |
| ---------------------------------------------- | -------------- |
| Austrália (ARIA)                               | 24             |
| Áustria (Ö3 Austria Top 75)                    | 21             |
| Bélgica (Ultratop 50 de Flandres)              | 19             |
| Canadá (RPM Top Singles)                       | 2              |
| Europa (Eurochart Hot 100)                     | 14             |
| Finlândia (Suomen virallinen lista)            | 6              |
| Alemanha (Offizielle Deutsche Charts)          | 74             |
| Islândia (Íslenski Listinn Topp 40)            | 1              |
| Irlanda (IRMA)                                 | 8              |
| Países Baixos (Dutch Top 40)                   | 21             |
| Países Baixos (Single Top 100)                 | 21             |
| Nova Zelândia (Recorded Music NZ)              | 4              |
| Noruega (VG-lista)                             | 9              |
| Escócia (Scottish Singles Chart)               | 5              |
| Suécia (Sverigetopplistan)                     | 21             |
| Suíça (Schweizer Hitparade)                    | 22             |
| Reino Unido (UK Singles Chart)                 | 9              |
| Estados Unidos (Billboard Hot 100)             | 21             |
| Estados Unidos (Billboard Alternative Airplay) | 1              |
| Estados Unidos (Billboard Dance Singles Sales) | 24             |
| Estados Unidos (Billboard Mainstream Rock)     | 2              |
| Estados Unidos (Billboard Mainstream Top 40)   | 10             |

| Parada (1994)                       | Posição |
| ----------------------------------- | ------- |
| Canadá (RPM Top Singles)            | 16      |
| Islândia (Íslenski Listinn Topp 40) | 10      |

## Certificações
| Região                                         | Certificação | Vendas   |
| ---------------------------------------------- | ------------ | -------- |
| Reino Unido (BPI)                              | Prata        | 200,000^ |
| ^distribuições baseadas apenas na certificação |              |          |